# Американское акустическое общество
Америка́нское акусти́ческое о́бщество (англ. Acoustical Society of America, ASA) — некоммерческое научное общество, входит в состав Американского института физики. Основано в 1929 году.
Миссией общества является увеличение и распространение знаний в области акустики и её прикладных направлений

## Состав
По состоянию на 2010 год сообщество включает в себя порядка 7 тыс. членов.

## Издательская деятельность
Общество ведёт издательскую деятельность, в частности с 1929 года издаёт научный журнал «The Journal of the Acoustical Society of America» (J. Acoust. Soc. Am.), посвящённый акустике. В 2008 году журнал имел импакт-фактор равный 1,717.
Помимо научного журнала, обществом выпускаются журнал «Acoustics Today», а также газета «Echoes», книги, буклеты и пр. Кроме того, в бесплатном онлайн-доступе публикуются работы, представленные на встречах и конференциях, организованных обществом.

## Медали и премии
Американское акустическое общество присуждает ряд научных медалей и премий за достижения в области акустики:
- Золотая медаль[англ.] — наиболее почётная награда, вручается с 1961 года ежегодно (до 1981 года — раз в два года) весной члену сообщества за вклад в развитие акустики.
- Почётный член Американского акустического общества — звание, даваемое за исключительный вклад в акустику, может вручаться в том числе учёным, не являющимся членами общества.
- Премия Роберта Брюса Линдсея — вручается ежегодно (до 1986 года — раз в два года) с 1942 года члену сообщества, имевшему на 1 января текущего года возраст менее 35 лет и сделавшему значительный вклад в развитие общества путём публикации работ в его журналах или проведения теоретических или прикладных исследований.
- Награды в области техники:
  - Медаль Уоллиса Клемента Сэбина[англ.] — вручается с 1957 года за достижения в области архитектурной акустики
  - Медаль пионеров подводной акустики[англ.] — вручается с 1959 года за достижения в области подводной акустики
  - Медаль Тренте — Креде — вручается с 1969 года за достижения в области механических колебаний и ударных волн.
  - Медаль фона Бекеши — вручается с 1969 года за вклад в области психологической и физиологической акустики.
  - Серебряная медаль[англ.] — вручается c 1974 года за вклад в различные разделы акустики.
  - Междисциплинарная серебряная медаль Гельмгольтца — Рэлея вручается с 1995 года за междисциплинарный вклад в акустику.
- Медаль и премия Института акустики имени А. Б. Вуда[англ.] — вручается с 1970 года попеременно с Институтом акустики гражданам США, Канады или Великобритании, преимущественно младше 35 лет, за вклад в развитие акустики.

Общество также осуществляет поддержку студентов, молодых учёных, представителей национальных меньшинств и т. п. путём выдачи стипендий и специальных премий.

## История
Идея создания общества возникла у Уоллеса Уотерфола, Флойда Уотсона и Верна Кнудсена в 1928 году и была рассмотрена 27 декабря 1928 на встрече порядка 40 учёных-акустиков. В результате уже 10—11 мая 1929 года была официально зарегистрирована организация под названием Acoustical Society of America (Американское акустическое общество) численностью порядка 450 человек.
В 1931 году общество выступило соорганизатором Американского института физики, в который на данный момент входит ещё 9 научных обществ США.
Численность общества со времени создания непрерывно росла и к концу XX века превысила 7000 членов. Каждый год, за исключением 1942—1945, проводятся две встречи общества, на которых делаются доклады о последних результатах исследований в области акустики.
С самого основания обществом издаётся журнал «The Journal of the Acoustical Society of America». Изначально он выходил ежеквартально, однако, в 1947 году начал издаваться раз в два месяца, в с 1957 — ежемесячно. 
В 2005 году все выпуски журнала были опубликованы онлайн.

## Президенты Американского акустического общества
- Harvey Fletcher[англ.] (1929—1931)
- Дейтон Кларенс Миллер (1931—1933)
- Верн Оливер Кнудсен (1933—1935)
- Paul Sabine[нем.] (1935—1937)
- Frederick Albert Saunders[нем.] (1937—1939)
- Floyd Rowe Watson[нем.] (1939—1941)
- Edward C. Wente[нем.] (1941—1943)
- Floyd Firestone[англ.] (1941—1943)
- Hugh S. Knowles[англ.] (1945—1947)
- John C. Steinberg (1947—1949)
- Richard Bolt[англ.] (1949—1950)
- Филип Морс (1950—1951)
- Frederick Vinton Hunt[англ.] (1951—1952)
- Harry F. Olson[англ.] (1952—1953)
- Хэллоуэлл Дэвис (1953—1954)
- Лео Беранек (1954—1955)
- Уоррен Мейсон[англ.] (1955—1956)
- Robert Bruce Lindsay[англ.] (1956—1957)
- Richard K. Cook (1957—1958)
- Джозеф Карл Робнетт Ликлайдер (1958—1959)
- Hale J. Sabine (1959—1960)
- Robert W. Young (1960—1961)
- Laurence Batchelder (1961—1962)
- Robert W. Leonard (1962—1963)
- C. Paul Boner (1963—1964)
- Cyril M. Harris[англ.] (1964—1965)
- Robert W. Morse[англ.] (1965—1966)
- Martin Greenspan (1966—1967)
- Ira Hirsh[англ.] (1967—1968)
- Robert T. Beyer[англ.] (1968—1969)
- Isadore Rudnick[нем.] (1969—1970)
- Vincent Salmon (1970—1971)
- John C. Johnson (1971—1972)
- Karl D. Kryter (1972—1973)
- Edgar A. G. Shaw (1973—1974)
- Murray Strasberg (1974—1975)
- Robert S. Gales (1975—1976)
- Кеннет Стивенс[англ.] (1976—1977)
- John C. Snowdon (1977—1978)
- James L. Flanagan[англ.] (1978—1979)
- Henning E. von Gierke (1979—1980)
- Tony F.W. Embleton (1980—1981)
- David M. Green (1981—1982)
- David T. Blackstock (1982—1983)
- Frederick H. Fisher (1983—1984)
- Daniel W. Martin (1984—1985)
- Floyd Dunn[англ.] (1985—1986)
- Ira Dyer (1986—1987)
- Chester M. McKinney (1987—1988)
- W. Dixon Ward (1988—1989)
- Harvey H. Hubbard (1989—1990)
- Alan Powell (1990—1991)
- Eric E. Ungar (1991—1992)
- Herman Medwin (1992—1993)
- Ричард Лайон[англ.]* (1993—1994)
- Jiri Tichy (1994—1995)
- Robert E. Apfel (1995—1996)
- Stanley L. Ehrlich (1996—1997)
- Lawrence A. Crum (1997—1998)
- Джеймс Уэст (1998—1999)
- Patricia K. Kuhl[англ.] (1999—2000)
- Katherine Safford Harris[англ.] (2000—2001)
- William M. Hartmann[англ.] (2001—2002)
- Richard Stern (2002—2003)
- Ilene Busch-Vishniac[англ.] (2003—2004)
- William A. Kuperman (2004—2005)
- William A. Yost (2005—2006)
- Anthony A. Atchley (2006—2007)
- Gilles A. Daigle (2007—2008)
- Mark F. Hamilton (2008—2009)
- Whitlow Au[англ.] (209—2010)
- George V. Frisk (2010—2011)
- Mardi C. Hastings (2011—2012)
- David L. Bradley (2012—2013)
- James H. Miller (2013—2014)
- Judy R. Dubno (2014—2015)
- Christy K. Holland (2015—2016)
- Michael R. Stinson (2016)